# Scaphura lefebvrei
Scaphura lefebvrei är en insektsart som först beskrevs av Gaspard Auguste Brullé 1835.  Scaphura lefebvrei ingår i släktet Scaphura och familjen vårtbitare. Inga underarter finns listade i Catalogue of Life.